# 올림픽 기록
올림픽 기록은 하계 올림픽이나 동계 올림픽에서 기록된 특정 경기에서 가장 좋은 기록이다. 올림픽은 4년에 1번 밖에 개최되지 않기 때문에 갱신할 기회가 4년에 1번 밖에 돌아오지 않는다. 세계 기록 보다 미치지 못한 것도 많지만, 올림픽 기록 갱신은 선수에게 영광이라고 생각되고 있다.
국제 올림픽 위원회는 특정 스포츠의 특정 종목에 대해서만 기록을 인정한다. 여기에는 다음이 포함되지만 이에 국한되지는 않는다:
- 올림픽 양궁
- 올림픽 알파인스키 (FIS에서만 인정되는 기록)
- 올림픽 육상
- 올림픽 바이애슬론 (크로스컨트리 부분만 해당)
- 올림픽 봅슬레이 (FIBT에서만 인정되는 기록)
- 올림픽 사이클
- 올림픽 크로스컨트리
- 올림픽 다이빙
- 올림픽 축구 (남성 기록 및 여성 기록)
- 올림픽 프리스타일 (스키 크로스만 기록 보관)
- 올림픽 루지
- 올림픽 노르딕복합
- 올림픽 사격
- 올림픽 쇼트트랙
- 올림픽 스켈레톤 (FIBT에서만 인정되는 기록)
- 올림픽 스키점프
- 올림픽 스피드 스케이팅
- 올림픽 스노보드 (하프파이프와 슬롭스타일은 기록되지 않음)
- 올림픽 수영
- 올림픽 트라이애슬론 (ITU에서만 인정되는 기록)
- 올림픽 역도